# Longvic
Longvic – miejscowość i gmina we Francji, w regionie Burgundia-Franche-Comté, w departamencie Côte-d’Or.
Według danych na rok 2006 gminę zamieszkiwały 9 543 osoby, a gęstość zaludnienia wynosiła 903 osoby/km² (wśród 2044 gmin Burgundii Longvic plasuje się na 21. miejscu pod względem liczby ludności, natomiast pod względem powierzchni na miejscu 891.).

## Współpraca
Miejscowość partnerska:
- Florennes, Belgia